# Hazrat Shahjalal International Airport
Hazrat Shahjalal International Airport är en flygplats i Bangladesh. Den ligger i den centrala delen av landet, 15 km norr om huvudstaden Dhaka. Hazrat Shahjalal International Airport ligger 17 meter över havet.
Terrängen runt Hazrat Shahjalal International Airport är mycket platt. Runt Hazrat Shahjalal International Airport är det mycket tätbefolkat, med 10 000 invånare per kvadratkilometer.. Närmaste större samhälle är Dhaka, 15,1 km söder om Hazrat Shahjalal International Airport.
Runt Hazrat Shahjalal International Airport är det i huvudsak tätbebyggt.